# (24963) 1997 UB11
1997 يو بي 11 (ويعرف أيضًا باسم (24963) 1997 يو بي 11 وفق تسمية الكوكب الصغير) (بالإنجليزية: 1997 UB11)‏ هو كويكب ضمن حزام الكويكبات؛ وترتيبه 24963 من حيث الاكتشاف.
اكتُشف هذا الجُرم الفلكي بواسطة تاكيشي أوراتا ‏ في 26 أكتوبر 1997.

## وصلات خارجية
- (24963) 1997 UB11 في قاعدة بيانات مختبر الدفع النفاث لأجرام النظام الشمسي الصغيرة

- الاكتشاف · مخطط المدار ·  العناصر المدارية · المعلمات المادية

- (24963) 1997 UB11 على موقع ويكي سكاي: DSS2, SDSS, GALEX, IRAS, Hydrogen α, X-Ray, Astrophoto, Sky Map, Articles and images